# برونو برزي
برونو برزي هو لاعب كرة قدم سويسري في مركزي الوسط، ولد في 2 نوفمبر 1933 في سويسرا. شارك مع منتخب سويسرا لكرة القدم. أما مع النوادي، فقد لعب مع نادي زيورخ ونادي سانت غالن ونادي فينترتور.

## وصلات خارجية
- برونو برزي على موقع قاعدة بيانات كرة القدم.إي يو (الإنجليزية)
- برونو برزي على موقع ناشيونال فوتبول تيمز (الإنجليزية)